# Caryanda guangxiensis
Caryanda guangxiensis är en insektsart som beskrevs av Li, T., W. Lu, Zhenghui Jiang och C. Meng 1995. Caryanda guangxiensis ingår i släktet Caryanda och familjen gräshoppor. Inga underarter finns listade i Catalogue of Life.